# 酮戊二酸脱氢酶复合体
酮戊二酸／氧戊二酸脱氢酶复合体（英語：Oxoglutarate dehydrogenase complex），缩写：OGDC，或稱α-酮戊二酸脱氢酶复合体（英語：α-ketoglutarate dehydrogenase complex）是一个复合酶，因其在三羧酸循环中的作用而众所周知。

## 单位
与丙酮酸脱氢酶复合体（PDC）十分相似，此酶由三个组件形成一个复合体：
| 单位 | EC编号      | 名称                   | 基因 | 辅酶               |
| E1   | EC 1.2.4.2  | 酮戊二酸脱氢酶         | OGDH | 硫胺素焦磷酸       |
| E2   | EC 2.3.1.61 | 二氢硫辛酰琥珀酰转移酶 | DLST | 硫辛酸             |
| E3   | EC 1.8.1.4  | 二氢硫辛酰脱氢酶       | DLD  | 黄素腺嘌呤二核苷酸 |

事实上，生物学家已经将类似的多酶复合体表征并分成三大类，一类是专门作用于丙酮酸，第二类专门作用于α-酮戊二酸，第三类专门作用于支链α-酮酸。

## 特性

### 代谢途径
此酶参与三种不同的代谢途径
- 三羧酸循环 (KEGG link: MAP00020 （页面存档备份，存于）)
- 赖氨酸降解 (KEGG link: MAP00310 （页面存档备份，存于）)
- 色氨酸代谢(KEGG link: MAP00380 （页面存档备份，存于）)

### 动力学特性
下列酶参数的值源自棕色固氮菌 (1):
- KM: 0.14 ± 0.04 mM
- Vmax : 9 ± 3 μmol.min-1.mg-1

## 三羧酸循环

### 反应
在三羧酸循环中此酶催化的反应为：
α-酮戊二酸 + NAD+ + 辅酶A → 琥珀酰辅酶A + 二氧化碳 + NADH
进行此反应需要以下三步骤：
- α-酮戊二酸的脱羧反应，
- NAD+到NADH的氧化还原反应，

酮戊二酸脱氢酶（α-酮戊二酸脱氢酶）

- 中间产物随后被转移到辅酶A，形成了最终产物，琥珀酰辅酶A.

此反应的ΔG°'为-7.2 千卡/摩尔。此氧化过程所需的能量以硫酯键的形式被保存在琥珀酰辅酶A之中。

### 调控
酮戊二酸脱氢酶是三羧酸循环中的一个关键调控点。此酶被其产物琥珀酰辅酶A与NADH所抑制。细胞中所充斥的能量高亦是抑制因素。二磷酸腺苷与钙离子是酶的变构增活因子。

## 病理学
α-酮戊二酸脱氢酶是原发性胆汁性肝硬变中的自身抗原，这是一种急性肝脏衰竭。由此所产生的抗体似乎专门识别那些由炎症免疫反应所导致的被氧化的蛋白质。这类炎症反应中的一些可被解释为谷蛋白过敏。其他的线粒体自身抗原包括了丙酮酸脱氢酶与支链α-酮酸脱氢酶复合体，这些自身抗原可被抗线粒体抗体所识别。在许多神经变性疾病期间，α-酮戊二酸脱氢酶复合体的活性会下降很多。